# Diócesis de Lund
La diócesis de Lund (en sueco: Lunds stift) es una de las 13 diócesis en que se divide la Iglesia de Suecia. Geográficamente es la más meridional y su sede episcopal se encuentra en la Catedral de Lund,  en la ciudad del mismo nombre.
Su territorio se extiende por el sur del país, concretamente por las provincias de Blekinge y Escania .
Toma el relevo de la antigua Antigua arquidiócesis de Lund; durante la Reforma protestante, en 1536, el cargo de arzobispo fue abolido en Dinamarca y Lund fue reducida al estatus de simple diócesis luterana.
En 1658, Lund, junto con toda Escania, pasó a ser sueca y luego quedó subordinada a la archidiócesis de Uppsala.
Desde la última división territorial de la Iglesia de Suecia es una de las 13 diócesis del país, próxima a las diócesis de Visby y Linköping. 